# Моено Сакагучи
Моено Сакагучи (јап. 阪口 萌乃; 4. јун 1992) јапанска је фудбалерка.

## Репрезентација
За репрезентацију Јапана дебитовала је 2018. године. За тај тим одиграла је 10 утакмица и постигла је 1 гол.

## Статистика
| Јапан  | Јапан | Јапан |
| Год.   | Ута.  | Гол.  |
| ------ | ----- | ----- |
| 2018   | 10    | 1     |
| Укупно | 10    | 1     |